# A.J. Foyt IV
Anthony Joseph Foyt IV, född den 25 maj 1984 i Louisville, Kentucky, är en amerikansk racerförare. Han är sonson till A.J. Foyt.

## Racingkarriär
Foyt vann Infiniti Pro Series redan som artonåring år 2002, vilket gjorde att han fick chansen i sin farfars team A.J. Foyt Enterprises i IndyCar Series. Foyts debutår var inte särskilt lyckat resultatmässigt, men han förbättrade sig från en 21:a till en 18:e plats under 2004. Foyt blev sedan tjugonde i mästerskapet 2005, och försökte istället att göra en satsning i NASCAR Busch Series 2006, men försöket blev inte särskilt lyckat. Han återvände till IndyCar inför säsongen 2007, men då med Vision Racing. Foyt tog sin dittills bästa placering i mästerskapet med en fjortondeplats, samtidigt som han blev trea på Kentucky Speedway. Efter en motig säsong 2008 fick Foyt lämna Vision, och han återvände för att köra Indianapolis 500 till sin farfars team.